# Trabucaire

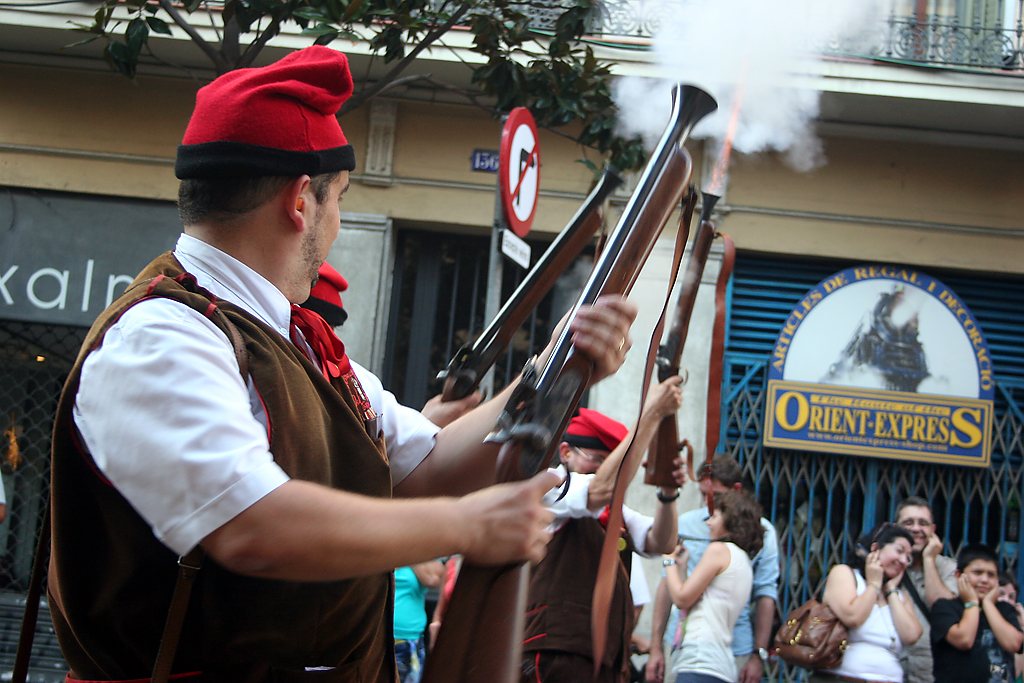
Trabucaire a les Festes de Gràcia 2011.

Un trabucaire és una persona armada amb un trabuc, una arma de foc portàtil, de canó curt i ample de boca acampanada. El terme s'aplica tant als combatents o bandolers catalans de l'antigor, com als qui duen a terme activitats folklòriques amb aquestes armes.

## Orígens històrics
L'ús del mot trabucaire apareix per primer cop per anomenar als irregulars que participaren en la guerra contra la República Francesa (1793-1795) i, posteriorment, als guerrillers de la guerra del Francès (1808-1814). Més tard, el terme s'aplicà també als insurgents reialistes durant el trienni constitucional (1820-1823) i els guerrillers carlins del 1833-1840. A part dels posteriors bandolers d'extracció camperola, també es donà el nom als grups armats de la tercera guerra carlina (1873-1876). La eficàcia del trabuc a curta distància transformava als trabucaires en una extraordinària força de xoc. Durant bona part del s.XIX, foren considerats una élit entre les unitats de infanteria. Alguns cabdills carlins com Francesc Savalls els utilitzaren també com a guàrdia personal.
El bandolerisme català ja té una forta importància cap al segle xvi, és un bandolerisme "dels humils", conseqüència de la pobresa. Com a fenomen social important, el bandolerisme català fou condicionat principalment per la crisi econòmica, és a dir, per la manca d'adequació entre unes estructures socioeconòmiques i una demografia en augment. A Catalunya, com arreu d'Europa, és una creació romàntica la consideració del bandolerisme i del seu protagonista com una mena d'heroi "polític". El bandolerisme va contribuir a donar una conceptuació especial de Catalunya a les altres esferes de la monarquia.

## Folklore

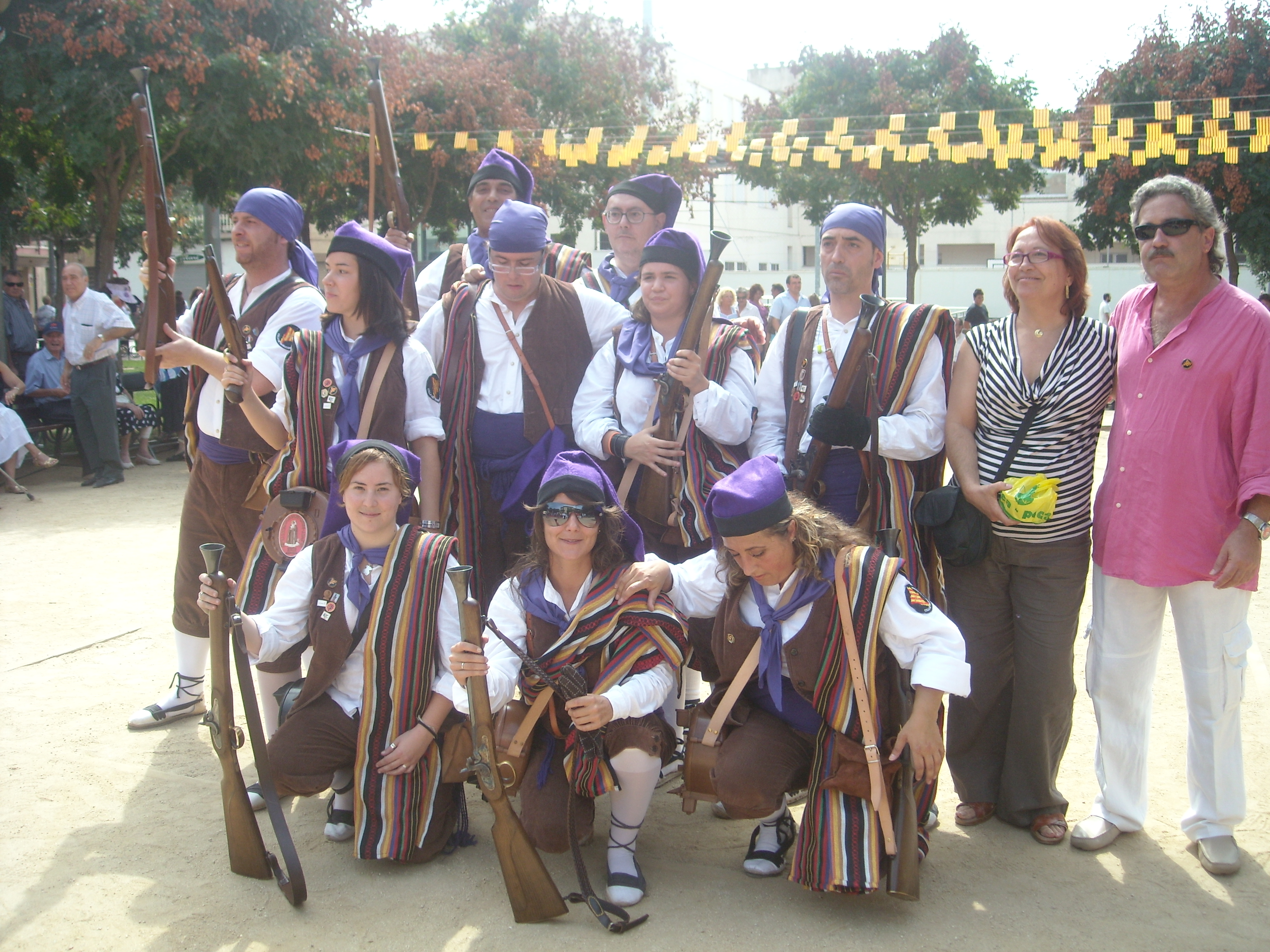
La colla dels trabucaires de Rubí

Els trabucaires són grups armats amb trabucs, que intervenen en seguicis, cercaviles, trobades, processons, actes d'homenatge, etc. La seva acció, bàsicament d'acompanyament, consisteix a galejar o fer gala, és a dir, llançar trets en l'aire amb l'objectiu de fer soroll per alertar, anunciar i emfasitzar un fet festiu o d'importància per a la població. L'origen d'aquesta activitat folklòrica hem de cercar-lo en el bandolerisme i en les agrupacions de defensa populars i guerrilleres, formades per civils que feien servir trabucs, armes de càrrega davantera de canó curt i boca acampanada.
A Catalunya la primera referència coneguda sobre trabucaires amb actitud festiva data de l'any 1687 a Solsona, en una partida del llibre de comtes. A l'arxiu del Claustre hi ha un llibre de comptes on consta: «Cinc lliures, tres sous i deu, pagats a Valentí Jalmar, administrador, per haver pagat i gastat per fer portar teia, il·luminar les graelles i pólvora per galejar en dita festivitat.» A Barcelona l'activitat trabucaire començà l'any 1982, en plena efervescència de recuperació festiva, amb el naixement de la Germandat de Trabucaires, Geganters i Grallers de Sant Andreu del Palomar. Amb el temps, la ciutat ha vist com creixia el nombre de formacions. Actualment n'hi ha unes 52 colles, entre elles, la de Sant Andreu, la dels Trabucaires de Perot Rocaguinarda, la dels de Gràcia i la colla de Sant Antoni.
Formalment, aquests col·lectius s'organitzen en associacions, agrupades en federacions i al seu torn en la Coordinadora de Trabucaires de Catalunya.